# No Way Up
No Way Up è un film thriller del 2024 diretto e montato da Claudio Fäh.

## Trama
Persone provenienti da ambienti diversi si ritrovano insieme quando un impatto con volatili fa schiantare il loro aereo nell'Oceano Pacifico. Entrambi i piloti e molti passeggeri muoiono nello schianto. I sopravvissuti rimasti, Ava (figlia di un importante politico), la sua guardia del corpo Brandon, il suo fidanzato Jed, l'amico di Jed, Kyle, una bambina di nome Rosa che viaggiava con i nonni, e l'assistente di volo Danilo, si ritrovano intrappolati in una sacca d'aria nella parte posteriore della fusoliera appoggiata su una base rocciosa sott'acqua.
Kyle è ferito gravemente al braccio, e la nonna di Rosa, Mardy "Nana", ex infermiera dell'esercito, lo cura nella cambusa con una stecca improvvisata.
Brandon prende il comando, dicendo ai sopravvissuti di rimanere fermi ed aspettare i soccorsi. Mentre è intento a recuperare una bombola di ossigeno dalla parte anteriore dell'aereo sommerso, un grande squalo lo attacca attraverso un'apertura nella fusoliera; l'uomo riesce a scappare, ma viene trascinato nuovamente sott'acqua dallo squalo.
Nel frattempo arriva in zona una squadra di soccorso in elicottero per cercare l'aereo scomparso. I restanti sopravvissuti discutono su quali azioni intraprendere, convenendo di dover fare quel che ha detto Brandon. Ava ritiene che abbiano ancora 3 o 4 ore d'aria prima che quest'ultima si esaurisca. Jed ritiene che la fusoliera non reggerà a lungo e li schiaccerà al suo interno. In quel momento il relitto scivola lungo la parete rocciosa, fermandosi più in profondità, sul bordo di una scogliera a strapiombo su un oscuro abisso.
Nel frattempo l'elicottero di salvataggio avvista i detriti dell'aereo sulla superficie dell'acqua, due sommozzatori si immergono e trovano il relitto ed i sopravvissuti, ma lo squalo li attacca alle spalle proprio mentre i sopravvissuti cercano di avvertirli della sua presenza. Un sub viene trascinato via dallo squalo, il secondo scompare.
I sopravvissuti cercano il secondo sub, e vengono attaccati dallo squalo, il quale morde il piede di Jed, che entra in uno stato di shock e muore. Ava recupera una borsa con attrezzatura subacquea dall'area bagagli e i sopravvissuti si preparano a nuotare verso la superficie. Kyle spiega di avere troppa paura di nuotare verso la superficie, raccontando che da bambino si era tuffato nella parte più profonda di una piscina ed era troppo spaventato per risalire, ed alla fine viene convinto dal gruppo.
I sopravvissuti decidono di lasciare l'aereo e nuotare verso la superficie. Rosa spiega che gli squali hanno paura delle bolle d'aria, quindi pensano di poterli spaventare con bolle prodotte dai giubbotti di salvataggio gonfiabili.
La cabina di pilotaggio si stacca e cade nell'abisso sotto la scogliera. Nana dice ad Ava di prendersi cura di Rosa, spiegando che non lascerà l'aereo perché rallenterebbe il gruppo. Mentre il resto del gruppo attraversa a nuoto la fusoliera sommersa fino all'uscita, incontra lo squalo che nuota verso di loro. Ava usa le bolle del suo giubbotto di salvataggio per non fare avvicinare lo squalo, che scompare. Kyle prende l'ultima boccata di ossigeno prima di essere violentemente attaccato dallo squalo, permettendo al resto dei sopravvissuti di uscire dall'aereo. Mentre escono, trovano il sub scomparso, il quale sembra essere stato ucciso dallo squalo, e usano la sua bombola di ossigeno per respirare.
Ava consegna le uniche 2 bombole d'aria a Danilo e Rosa e gonfia i giubbotti di salvataggio, con cui affiorano rapidamente in superficie. Ava sta per uscire dall'aereo quando vede lo squalo dirigersi direttamente verso di lei. Senza ossigeno, lascia il relitto proprio mentre questo scivola dalla scogliera verso l'abisso al di sotto, probabilmente con lo squalo all'interno. Di lì a poco sviene, e il giubbotto di salvataggio la trasporta verso la superficie, dove si risveglia circondata solo dalla vasta distesa dell'oceano.
Trova il peluche di Rosa che galleggia in acqua, ma gli altri non si vedono da nessuna parte. Alla fine l'elicottero di salvataggio arriva a prenderla, mentre lei tiene ancora il peluche tra le mani. A bordo trova Danilo e Rosa. Il pilota chiede se c'è qualcun altro. Ava scuote la testa. Rosa chiede di Nana, e Ava la abbraccia e piangono insieme. Rosa getta il peluche nell'oceano mentre l'elicottero li porta in salvo.

## Produzione
Quando il film è stato presentato all'American Film Market nel 2021, aveva originariamente previsto come protagonista Kelsey Grammer, così come l'intenzione di effettuare le riprese a Malta. Le riprese principali si sono svolte a Londra e sono state completate nel maggio 2022.

## Distribuzione
No Way Up è uscito nelle sale cinematografiche in Russia il 18 gennaio 2024. È stato distribuito nel Regno Unito da Altitude Film Distribution il 12 febbraio 2024 e nelle sale statunitensi e video on demand da RLJE Films, il 16 febbraio 2024 In Italia è stato distribuito su varie piattaforme a pagamento il 7 febbraio 2025.

## Accoglienza

### Incassi
Il film ha incassato 4465228 $.

### Critica
L'aggregatore di recensioni Rotten Tomatoes riporta il 36% di recensioni positive, con una valutazione complessiva di 4.6/10 basata sul giudizio di 25 critici.